# Bill Tuttle (natation)
Pour les articles homonymes, voir Bill Tuttle (homonymie).
Bill Tuttle (né le 21 février 1882 à Chicago et mort le 22 février 1930 à Los Angeles) est un joueur de water-polo et nageur américain. Il a participé aux Jeux olympiques d'été de 1904 où il a remporté la médaille d'argent dans le tournoi de water-polo et également dans le relais 4 x 50 yards en natation.

## Palmarès
- Jeux olympiques d'été de 1904 à Saint-Louis (États-Unis) :
  -  Médaille d'argent en water-polo
  -  Médaille d'argent en relais 4 x 50 yards nage libre en natation